# Flugzeugträger B
Der Flugzeugträger B (auch Träger B) gehörte zur Graf-Zeppelin-Klasse und war das Schwesterschiff der Graf Zeppelin. Er sollte der zweite Flugzeugträger der Kriegsmarine werden, wurde aber nie fertiggestellt; der Bau wurde nach etwa einem Jahr Bauzeit gestoppt und der Rumpf ein weiteres halbes Jahr später wieder abgebrochen.

## Geschichte

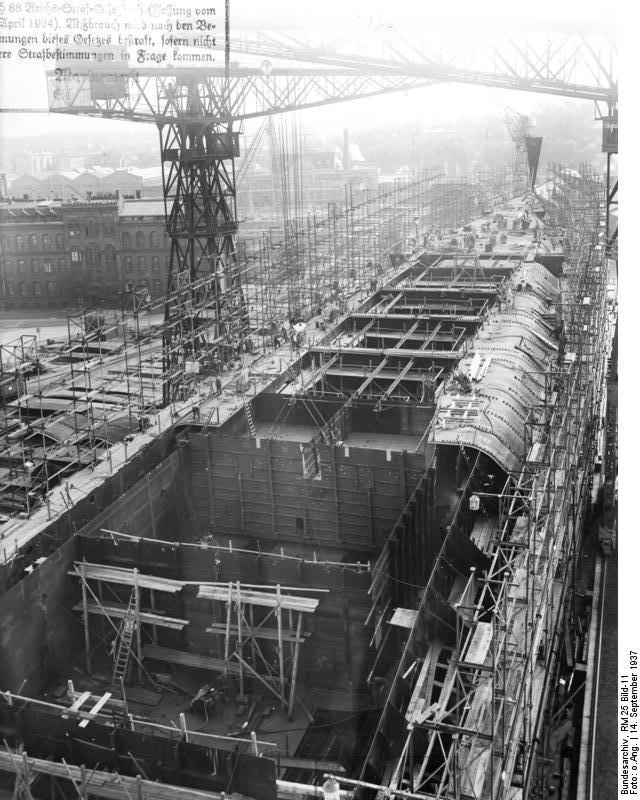
Ungefährer Bauzustand von Träger B im September 1939 anhand eines Bildes des Schwesterschiffes Graf Zeppelin im etwa gleichen Bauzustand. Der Aufbau des Panzerdecks auf der vorderen Schiffshälfte von Graf Zeppelin hat begonnen.

Der Bauauftrag für den Träger B erging am 16. November 1935 an die Germaniawerft in Kiel und erhielt die Baunummer 555.
Für die Kiellegung wurde die Helling 8 ausgewählt, die jedoch zu kurz war und daher erst verlängert werden musste. Nur wenig später wurde auf der benachbarten Helling 7 mit dem Bau des Schweren Kreuzers Prinz Eugen begonnen. Erst nach dessen Stapellauf am 22. August 1938 bekam die Werft genug Arbeitskräfte frei, um sich voll und ganz auf den Bau des Trägers B zu konzentrieren. Die Kiellegung von Träger B erfolgte daher erst am 10. Mai 1938, etwa zweieinhalb Jahre nach der Auftragsvergabe. Ein weiterer Grund für diesen späten Baubeginn war der Wunsch, die Erfahrungen aus dem Bau und Betrieb des ersten Flugzeugträgers der Klasse, der Graf Zeppelin, in den zweiten Bau einfließen zu lassen. Geplanter Termin für den Stapellauf war der 1. Juli 1940.
Die Fliegereinheit für das Schiff, das Trägergeschwader 286, sollte im November 1941 in Wilhelmshaven aufgestellt werden.
Wegen des Anfang September 1939 begonnenen Zweiten Weltkrieges wurde Mitte September 1939 ein Baustopp für viele Großkampfschiffe verhängt, um Werftkapazitäten für den U-Boot-Bau freizubekommen. Bis zum 19. September 1939, dem Tag des Baustopps am Träger B, war der Bau des Flugzeugträgers bis zum Panzerdeck, dem oberen Schutz der Maschinenräume, fortgeschritten.
Der Flugzeugträger hat nie einen Namen erhalten. Der in der Nachkriegsliteratur auftauchende und bis heute verbreitete angeblich geplante Name Peter Strasser ist spekulativer Natur. Der Autor Siegfried Breyer hält es für möglich, dass der Name in der engeren Auswahl gestanden hätte, zweifelt aber daran, das Adolf Hitler, im Hinblick auf Gregor und Otto Strasser, einen Strasser-Namen zugelassen hätte.

## Verbleib
Der unfertige Rumpf wurde nach dem 29. Februar 1940, dem Tag des Verschrottungsbefehls, abgewrackt, was vier Monate dauerte und 8.000 Tonnen Stahlschrott ergab.
Die flugzeugtechnischen Anlagen des Trägers, wie die Flugzeugkatapulte, die Bremsseilanlage und die Flugzeugaufzüge, wurden an Italien für dessen Flugzeugträger Aquila verkauft.
Eine der vier mehrstufigen Gleichdruck-Dampfturbinen des Trägers B ist heute als Schnittmodell in der Maschinenhalle der Fachhochschule Kiel ausgestellt.